# Piper PA-42 Cheyenne
Piper PA-42 Cheyenne je dvomotorno turbopropelersko poslovno letalo, ki ga je razvil Piper Aircraft na podlagi  PA-31T Cheyenne I in II. PA-31T pa je sam razvit na podlagi batno gnanega Piper PA-31 Navajo. 

## Specifikacije(PA-42-720 Cheyenne IIIA)
Podatki iz Jane's All The World's Aircraft 1988-89,Taylor 1988, pp. 455–456.
Splošne karakteristike
- Posadka: 1 ali 2
- Število sedežev: do 9 potnikov
- Dolžina: 43 ft 4¾ in (13,23 m)
- Razpon kril: 47 ft 8 in (14,53 m)
- Višina: 14 ft 9 in (4,50 m)
- Površina kril: 293,0 ft² (27,22 m²)
- Teža praznega letala: 6837 lb (3101 kg)
- Maks. vzletna teža: 11200 lb (5080 kg)
- Pogon letala: 2 ×  turboprop Pratt & Whitney Canada PT6A-41, 720 KM (537 kW)  vsak

 Zmogljivost 
- Maks. hitrost: 314 vozlov (582 km/h, 362 mph)
- Potovalna hitrost: 282 vozlov (523 km/h, 325 mph) na 35000 ft (10700 m)
- Hitrost porušitve vzgona: 89 vozlov (165 km/h, 103 mph) (s spuščenimi zakrilci in spuščenim podvozjem)
- Doseg: 2270 nmi (4207 km, 2614 milj)
- Višina leta: 35840 ft (10925 m)
- Hitrost vzpenjanja: 2380 ft/min (12,1 m/s)
- Obremenitev kril: 38, lb/ft² (186,7 kg/m²)
- Razmerje moč/teža: 0,13 KM/lb (0,21 kW/kg)